# Vandoma
Vandoma es una freguesia portuguesa del concelho de Paredes, con 5,27 km² de superficie y 2.074 habitantes (2001). Su densidad de población es de 393,5 hab/km².